# 東春田
東春田（ひがしはるた）は愛知県名古屋市中川区にある町名。現行行政地名は東春田一丁目から東春田三丁目。住居表示未実施。

## 地理
名古屋市中川区の西部に位置し、東に西伏屋と 富田町大字榎津、西に春田、南に供米田、北に吉津に接する。

## 歴史
- 1976年（昭和51年）4月1日 - 東春田二丁目に春田幼稚園が開園[5]。

## 世帯数と人口
2019年（平成31年）2月1日現在の世帯数と人口は以下の通りである。
| 丁目         | 世帯数  | 人口    |
| ------------ | ------- | ------- |
| 東春田一丁目 | 96世帯  | 236人   |
| 東春田二丁目 | 279世帯 | 659人   |
| 東春田三丁目 | 365世帯 | 894人   |
| 計           | 740世帯 | 1,789人 |

## 学区
市立小・中学校に通う場合、学校等は以下の通りとなる。また、公立高等学校に通う場合の学区は以下の通りとなる。
| 丁目         | 番・番地等 | 小学校               | 中学校               | 高等学校 |
| ------------ | ---------- | -------------------- | -------------------- | -------- |
| 東春田一丁目 | 全域       | 名古屋市立春田小学校 | 名古屋市立富田中学校 | 尾張学区 |
| 東春田二丁目 | 全域       | 名古屋市立春田小学校 | 名古屋市立富田中学校 | 尾張学区 |
| 東春田三丁目 | 全域       | 名古屋市立春田小学校 | 名古屋市立富田中学校 | 尾張学区 |

## 施設

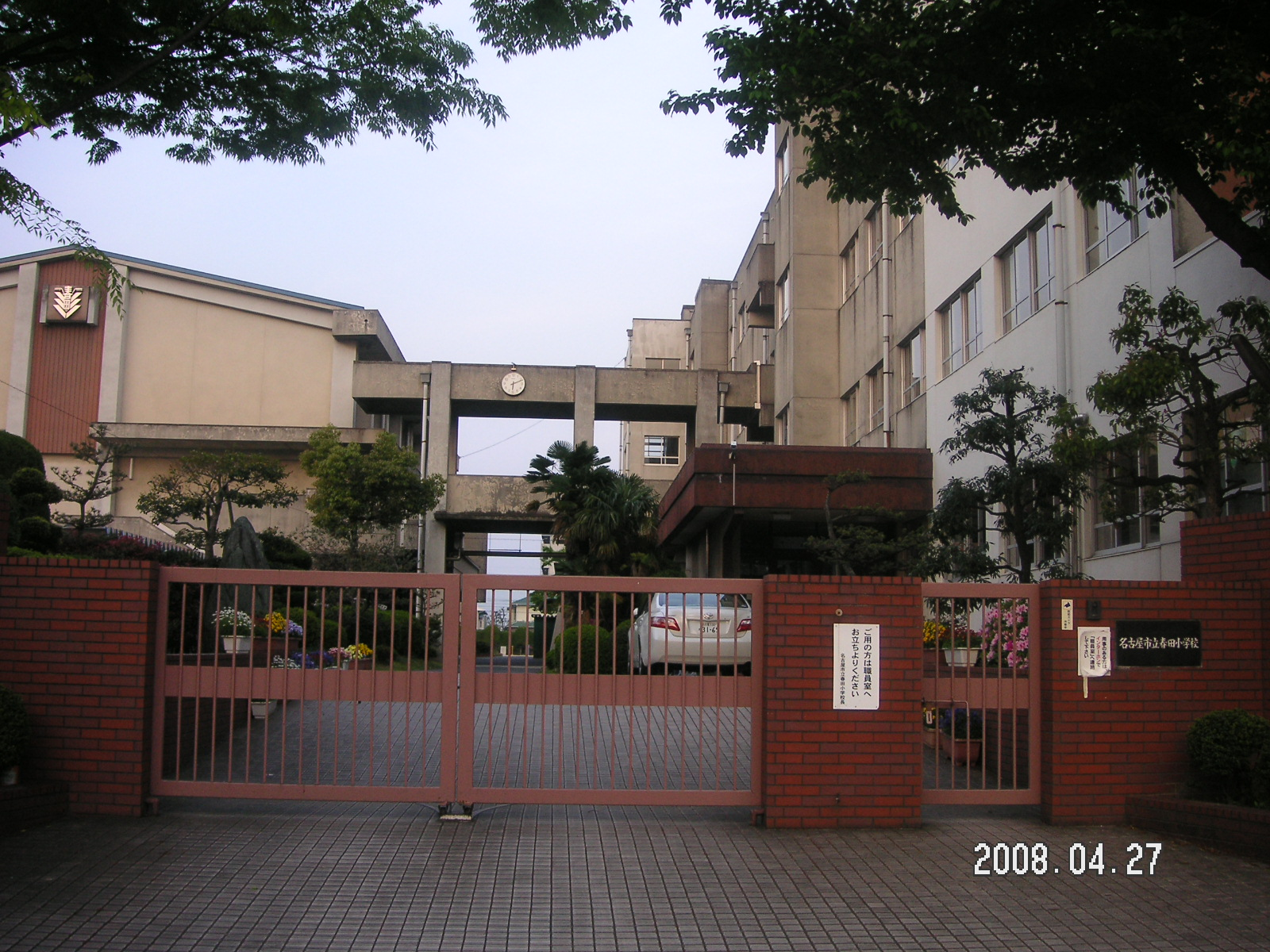
名古屋市立富田中学校
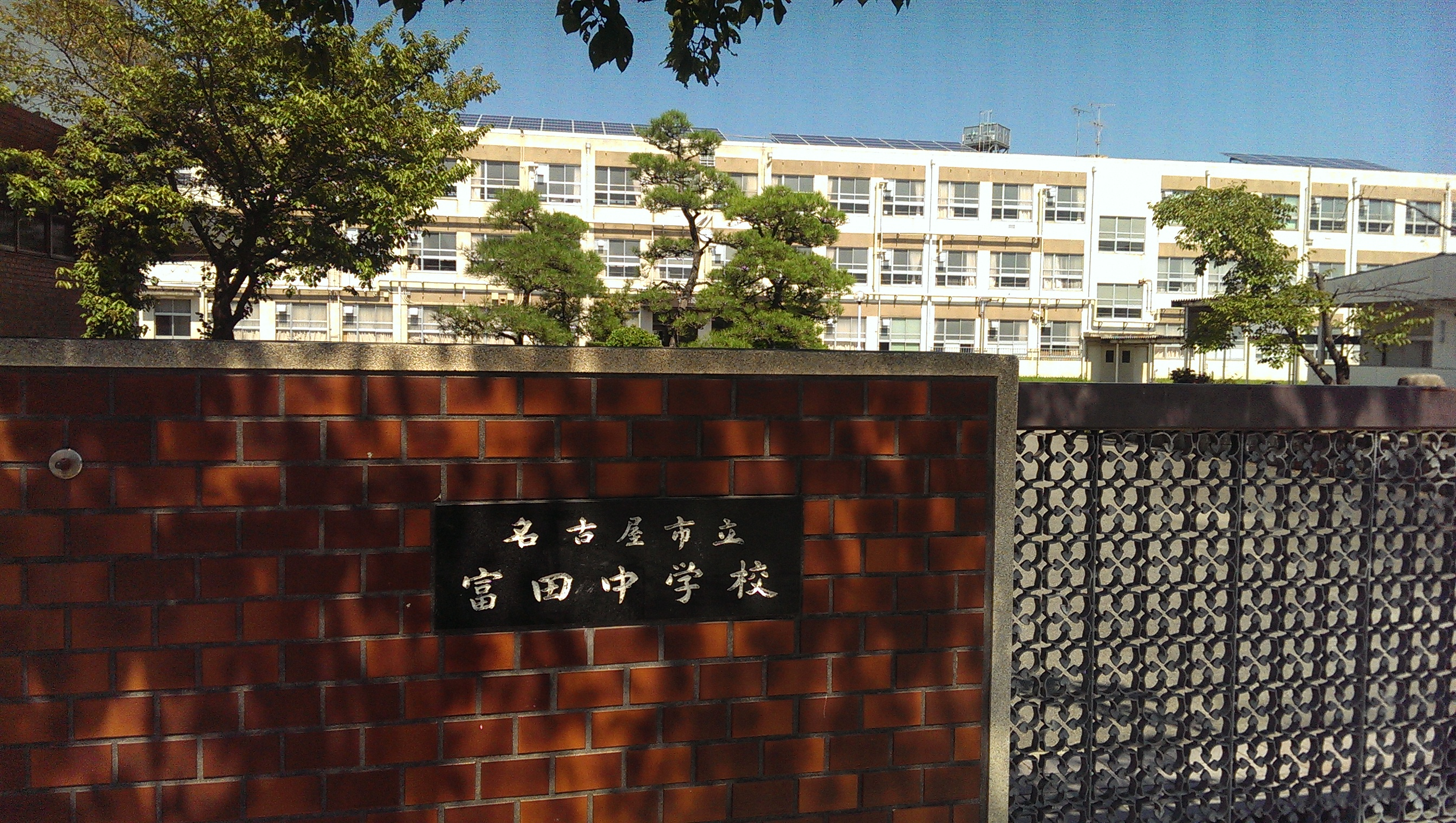
名古屋市立春田小学校
- 中川消防署 富田出張所
- 春田仁愛病院

- 名古屋市立春田小学校
- 名古屋市立富田中学校

## その他

### 日本郵便
- 郵便番号 : 454-0983[2]（集配局：中川郵便局[8]）。